# تاییس (بازیکن فوتبال)
تاییس (پرتغالی: Thaís؛ زادهٔ ۱ مهٔ ۱۹۹۶) بازیکن فوتبال زن اهل برزیل است.
وی همچنین در تیم ملی فوتبال زنان برزیل بازی کرده است.